# Kajuská válka
Kajuská válka (anglicky Cayuse War) byl ozbrojený konflikt, který vznikl na severozápadě USA mezi indiánským kmenem Kajusů a Spojenými státy podporovanými místními evropskými osadníky mezi lety 1847 a 1855. Za příčinu se kromě jiného považuje šíření nemocí po příchodu evropských osadníků. Válku vyvolal v r. 1847 kmen Kajusů, když zmasakroval Marcuse Whitmana a jeho rodinu na misii Waiilatpu. V dalších letech bojovala nejprve prozatímní vláda Oregonu a později také americká armáda s indiány na východě Kaskádového pohoří. Tato válka je prvním z konfliktů mezi původními obyvateli a evropskými osadníky. Důsledkem války bylo přemístění indiánských kmenů do indiánských rezervací.

## Příčiny
V roce 1836 založili misionáři Narcissa a Marcus Whitmanovi Whitmanovu misii mezi Indiány ve Waiilatpu, deset kilometrů západně od dnešní Walla Wally. Kromě šíření křesťanství také založili školy a mlýny a do oblasti přivedli zavlažování. Jejich práce postupovala pomalu až do roku 1842, kdy Marcus Whitman požádal Americkou radu komisařů pro zahraniční misie o podporu. Další rok se do oblasti vrátil společně s přibližně stovkou nových osadníků.
Náhlý příliv bílých osadníků vedl ke zvýšení napětí mezi původními obyvateli a osadníky, za které mohla kulturní nedorozumění a různá nepřátelství. Indiáni se například domnívali, že orání půdy je znesvěcení ducha země, což osadníci, z nichž mnozí byli celý život zemědělci, nemohli přijmout. Kajusové také očekávali, že za průjezd vlaků jejich územím a za to, že se osadníci stravují divokou zvěří, na které byli Indiáni závislí, dostanou zaplaceno, čemuž běloši nerozuměli, a místo poplatku odvezli Indiánské posly zpět domů s domněnkou, že se jedná pouze o žebráky.
Noví osadníci si s sebou přivezli své nemoci. V roce 1847 propukla spalničková epidemie, kvůli které přišla o život polovina kmene. Kajusové podezřívali Marcuse Whitmana, jako vedoucího misionáře, z toho, že je zodpovědný za tato úmrtí, a obětování Indiánů pro nové osadníky. Kajuská vojska se mstila 29. listopadu 1847, kdy napadla Whitmanovu misii. Celkem bylo zabito čtrnáct osadníků, včetně manželů Whitmanových. Většina budov ve Waiilatpu byla zničena a místo je nyní národní historickou památkou. Na několik týdnů Indiáni uvěznili 53 žen a dětí, které drželi jako rukojmí.
Kajuskou válku začala událost známá jako Masakr na Whitmanově misii.

## Pozdější násilí
Oregonská provizní vláda a guvernér George Abernethy vyzvali k okamžité a pohotové akci proti kmeni Kajusů. Skupina padesáti dobrovolníků byla tedy okamžitě vyslána do The Dalles pod vedením Henryho A. G. Leeho. Skupina byla vytvořena v prosinci 1847 a dostala název „Oregonské pušky“, dva dny po vytvoření se shromáždila ve středisku Fort Vancouver, kde dostala zbraně a zásoby od Společnosti Hudsonova zálivu. Společnost po oregonské vládě nic nechtěla, jelikož za zbraně a zásoby si dobrovolníci zaplatili sami, v očekávání, že jim oregonská vláda po válce zaplatí. Skupina odjela chránit Methodistickou misi v The Dalles, kde měla zabránit všem nepřátelským jednotkám vstupu do Willamettského údolí. Guvernér také stanovil mírovou komisi, která se skládala z H. A. G. Leeho, Joela Palmera a Roberta Newella.
„Oregonské pušky“ pochodovaly do The Dallesu, kam dorazily 21. prosince. Po příchodu do města zahnaly skupinu původních obyvatel, která ukradla tři sta kusů dobytka. Ve městě jednotky postavily palisádu a založily pevnost Fort Lee, kterou pojmenovaly po svém veliteli. Pevnosti se říkalo také Fort Wascopam. V lednu 1848 asi 500 vojáků pod vedením Cornelia Gilliama vykročilo do boje proti Kajusům a dalším Indiánským kmenům středního Oregonu. Tato družina dorazila do pevnosti až v únoru a pak společně s „Oregonskými puškami“ vyrazila k Whitmanově misii. 4. března se vojáci po bitvě v Písečné kotlině dostali k misii. Poté se Gilliam s malou družinou vydal zpět do The Dalles pro zásoby a poté do Oregon City předat zprávu guvernérovi, ale při cestě byl nešťastnou náhodou zastřelen, takže dále pokračoval jen H. A. G. Lee s Gilliamovým tělem do sídla guvernéra. Lee byl poté povýšen na plukovníka, ale po návratu do pevnosti se své hodnosti vzdal, když zjistil, že vojáci si za svého plukovníka zvolili podplukovníka Jamese Waterse.
Tuto družinu dále podporovala Armáda Spojených států amerických. Někteří Kajusové pokračovali v odmítání míru a dále přepadávali různé osady, zatímco jiní Kajusové pracovali s mírovou komisí na zařízení míru. Vojáci byli ale netrpěliví, a tak provokovali jak přátelské, tak nepřátelské jednotky Kajusů. Mnoho Kajusů se bránilo, ale nedokázalo vytvořit efektivní střelbu proti svým protivníkům, takže byli zahnáni do Modrých hor.
V roce 1850 kmen udal pět členů, Tiloukaikta, Tomahase, Klokamase, Isaiachalkise a Kimasumpkina, kteří byli v červnu téhož roku po rozhodnutí mírové komise oběšeni šerifem Josephem Meekem. Jejich poprava ale neukončila konflikt a krveprolití trvalo dalších pět let, než byli v roce 1855 Kajusové konečně poraženi.

## Následky
Počet Kajusů se kvůli prohře velice snížil. Po porážce se vzdali téměř všech svých kmenových území a byli přemistěni do Umatillské rezervace. Válka také přiměla americkou vládu uplatňovat politiku dohod v regionu.